# Сент-Жемм-д'Андіньє
Сент-Жемм-д'Андіньє́ (фр. Sainte-Gemmes-d'Andigné) — колишній муніципалітет у Франції, у регіоні Пеї-де-ла-Луар, департамент Мен і Луара. Населення — 1486 осіб (2011).
Муніципалітет був розташований на відстані близько 280 км на південний захід від Парижа, 75 км на північний схід від Нанта, 34 км на північний захід від Анже.

## Історія
15 грудня 2016 року Сент-Жемм-д'Андіньє, Авіре, Ле-Бур-д'Іре, Ла-Шапель-сюр-Удон, Шатле, Ла-Ферр'єр-де-Фле, Л'Отельрі-де-Фле, Лувен, Маран, Монгійон, Нуаян-ла-Гравуаєр, Ніуазо, Сен-Мартен-дю-Буа, Сен-Совер-де-Фле i Сегре було об'єднано в новий муніципалітет Сегре-ан-Анжу-Бле.

## Демографія
Динаміка населення (INSEE ):
Розподіл населення за віком та статтю (2006):
| Стать | Всього | До 15 років | 15-24 | 25-44 | 45-64 | 65-85 | Понад 85 |
| --- | ------ | ----------- | ----- | ----- | ----- | ----- | -------- |
| Чоловіки | 734    | 182         | 79    | 158   | 203   | 96    | 16       |
| Жінки | 772    | 154         | 53    | 191   | 178   | 132   | 64       |
| \| Статево-вікова піраміда \| Статево-вікова піраміда \| Статево-вікова піраміда \| \| ----------------------- \| ----------------------- \| ----------------------- \| \| Чоловіки \| Вік \| Жінки \| \| 16 \| 85 + \| 64 \| \| 17 \| 80-84 \| 24 \| \| 29 \| 75-79 \| 29 \| \| 21 \| 70-74 \| 58 \| \| 29 \| 65-69 \| 21 \| \| 58 \| 60-64 \| 58 \| \| 41 \| 55-59 \| 29 \| \| 50 \| 50-54 \| 41 \| \| 54 \| 45-49 \| 50 \| \| 46 \| 40-44 \| 75 \| \| 50 \| 35-39 \| 33 \| \| 29 \| 30-34 \| 50 \| \| 33 \| 25-29 \| 33 \| \| 33 \| 20-24 \| 12 \| \| 46 \| 15-20 \| 41 \| \| 66 \| 10-14 \| 71 \| \| 58 \| 5-9 \| 50 \| \| 58 \| 0-4 \| 33 \| |        |             |       |       |       |       |          |
| Статево-вікова піраміда |        |             |       |       |       |       |          |
| Чоловіки | Вік    | Жінки       |       |       |       |       |          |
| 16 | 85 +   | 64          |       |       |       |       |          |
| 17 | 80-84  | 24          |       |       |       |       |          |
| 29 | 75-79  | 29          |       |       |       |       |          |
| 21 | 70-74  | 58          |       |       |       |       |          |
| 29 | 65-69  | 21          |       |       |       |       |          |
| 58 | 60-64  | 58          |       |       |       |       |          |
| 41 | 55-59  | 29          |       |       |       |       |          |
| 50 | 50-54  | 41          |       |       |       |       |          |
| 54 | 45-49  | 50          |       |       |       |       |          |
| 46 | 40-44  | 75          |       |       |       |       |          |
| 50 | 35-39  | 33          |       |       |       |       |          |
| 29 | 30-34  | 50          |       |       |       |       |          |
| 33 | 25-29  | 33          |       |       |       |       |          |
| 33 | 20-24  | 12          |       |       |       |       |          |
| 46 | 15-20  | 41          |       |       |       |       |          |
| 66 | 10-14  | 71          |       |       |       |       |          |
| 58 | 5-9    | 50          |       |       |       |       |          |
| 58 | 0-4    | 33          |       |       |       |       |          |

## Економіка
2010 року серед 874 осіб працездатного віку (15—64 років) 646 були активними, 228 — неактивними (показник активності 73,9%, у 1999 році було 71,2%). З 646 активних мешканців працювало 597 осіб (313 чоловіків та 284 жінки), безробітними було 49 (25 чоловіків та 24 жінки). Серед 228 неактивних 85 осіб було учнями чи студентами, 106 — пенсіонерами, 37 були неактивними з інших причин.

У 2010 році в муніципалітеті числилось 556 оподаткованих домогосподарств, у яких проживали 1461,0 особи, медіана доходів виносила 17 804 євро на одного особоспоживача